# Pan Am (série télévisée)
Pour les articles homonymes, voir Pan Am (homonymie).
Pan Am est une série télévisée américaine en quatorze épisodes de 43 minutes créée par Jack Orman et diffusée entre le 25 septembre 2011 et le 19 février 2012 sur le réseau ABC et en simultané sur le réseau CTV au Canada.
En Belgique, elle fut diffusée à partir du 7 mai 2012 sur BeTV puis sur La Deux RTBF (en VF) depuis le 30 juin 2013 et sur La Trois RTBF (en VO) le lendemain. Depuis le 15 novembre 2019, elle est également diffusée sur RTLplay. Au Québec, la série fut diffusée à partir du 7 septembre 2012 sur le réseau V et en France, depuis le 13 décembre 2012 sur HD1.

## Synopsis
La série a pour toile de fond l'emblématique compagnie aérienne Pan American World Airways au cours de son âge d'or, c'est-à-dire les années 1960. Elle est plus particulièrement centrée sur quatre hôtesses de l'air : Maggie, Laura, Kate, Colette et deux pilotes : Ted et Dean. La série nous emmène dans diverses capitales et grandes villes comme New York (où se situe le siège de Pan Am), Londres, Paris, Monte-Carlo, Rome...

## Distribution

### Acteurs principaux
- Christina Ricci (VF : Caroline Darchen) : Margaret « Maggie » Ryan ; une jeune femme avec un franc parler et très ambitieuse.
- Kelli Garner (VF : Noémie Orphelin) : Catherine « Kate » Cameron ; hôtesse de l'air comme les autres, elle va devenir une espionne à la solde des États-Unis pour garder la guerre froide sous contrôle.
- Margot Robbie (VF : Caroline Klaus) : Laura Cameron ; la sœur cadette de Kate. Plutôt naïve, elle semble incapable de prendre une décision par elle-même, même si elle tente de faire ses preuves et emménage avec Maggie.
- Karine Vanasse (VF : elle-même) : Colette Valois ; d'origine française, elle a vécu dans un orphelinat sous l'occupation nazie, avant d'immigrer aux États-Unis.
- Mike Vogel (VF : Sylvain Agaësse) : Dean Lowrey ; le pilote de l'avion
- Michael Mosley (VF : Philippe Bozo) : Ted Vanderway ; copilote, il rêve de devenir pilote en chef sans l'aide de son père.

### Acteurs récurrents
- Annabelle Wallis (VF : Julia Vaidis-Bogard) : Bridget Pierce
- Jeremy Davidson (en) (VF : Jérémie Covillault) : Richard Parks
- Kal Parekh (en) (VF : Emmanuel Lemire) : Sanjeev
- David Harbour (VF : Patrick Delage) : Roger Anderson
- Colin Donnell (VF : Alexandre Cross) : Mike Ruskin
- Jay O. Sanders (VF : Philippe Dumond) : Douglas Vanderway
- Goran Višnjić (VF : Stéphane Ronchewski) : Niko Lonza
- Veanne Cox : Madame Havemeyer
- Erin Cummings (VF : Laurence Bréheret) : Ginny Saddler
- Scott Cohen (VF : Guillaume Lebon) : Everett Henson
- Chris Beetem (en) (VF : Benoît Du Pac) : Député Christopher Rawlings
- Darren Pettie (VF : Pierre Dourlens) : Capitaine George Broyles
- Ashley Greene (VF : Caroline Victoria) : Amanda Mason
- Piter Marek : Omar
- Gaius Charles : Joe (épisode 7)
- Aarón Díaz : Miguel (épisode 8)

Source : Dsd Doublage

## Développement

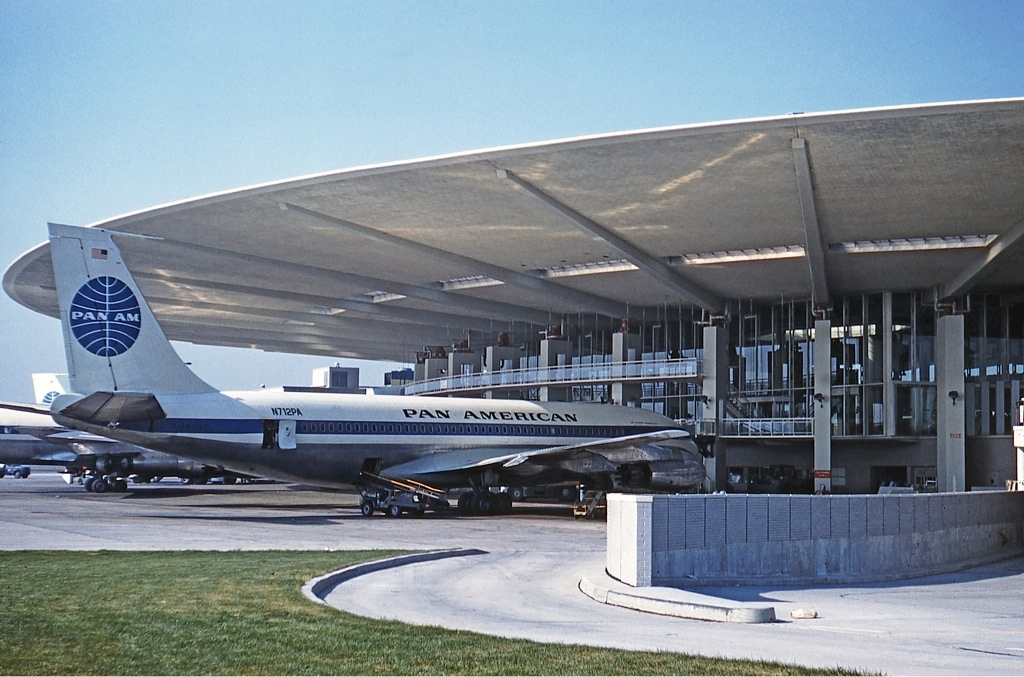
Un Boeing 707 de la Pan American World Airways, à l'aéroport international de New York en 1961, qui deviendra Aéroport international de New York-John F. Kennedy

### Production
Le projet a débuté en septembre 2010, et le pilote a été commandé à la fin janvier 2011.
Le 13 mai 2011, ABC commande la série pour treize épisodes puis quatre jours plus tard, la chaine attribue la case du dimanche soir après Desperate Housewives, comme horaire de diffusion.
Le 29 novembre 2011, ABC commande un épisode supplémentaire. En perte d'audiences, les neuf épisodes diffusés sont offerts gratuitement sur iTunes.
Le 11 mai 2012, la série a été officiellement annulée.

### Casting
Le casting a débuté en février 2011 dans cet ordre : Margot Robbie, Michael Mosley, Christina Ricci, Kelli Garner, Jonah Lotan (en) (Dean). Au début avril 2011, l'actrice québécoise Karine Vanasse a intégré la distribution principale. À la mi-juillet 2011, Mike Vogel décroche le rôle de Dean, remplaçant Jonah Lotan.
Parmi les acteurs récurrents et invités annoncés entre août et novembre 2011 : Goran Višnjić, Erin Cummings, Scott Cohen, Gaius Charles, Aarón Díaz, Ashley Greene et Darren Pettie.

## Épisodes
1. Embarquement immédiat (Pilot)
2. Paris sera toujours Paris (We'll Always Have Paris)
3. Escale à Berlin (Ich Bin Ein Berliner)
4. Sous le soleil de Birmanie (Eastern Exposure)
5. Escapade à Monte-Carlo (One Coin in a Fountain)
6. Du rififi à Rio (The Genuine Article)
7. Romance à Rome (Romance Languages)
8. Au cœur de New York (Truth or Dare)
9. Nuit blanche en Haiti (Unscheduled Departure)
10. Entente cordiale à Londres (Kiss Kiss Bang Bang)
11. Changement de cap (Secrets and Lies)
12. Premier vol pour Moscou (Diplomatic Relations)
13. Envol princier (New Frontiers)
14. Nouveaux horizons (1964)